# Chalid bin Ahmad Al Chalifa

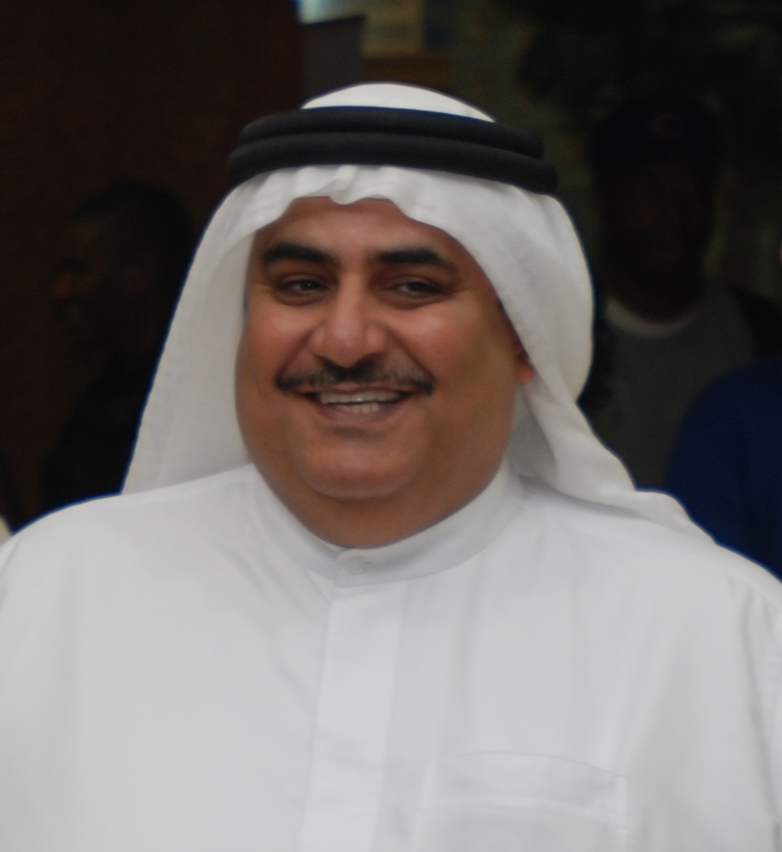
Chalid bin Ahmad Al Chalifa (2008)

Scheich Chalid bin Ahmad Al Chalifa (arabisch خالد بن أحمد بن محمد آل خليفة, DMG Ḫālid b. Aḥmad b. Muḥammad Āl Ḫalīfa; * 4. April 1960) ist ein bahrainischer Diplomat und Politiker.

## Biografie
Chalid bin Ahmad ist ein Ururenkel des Emirs von Bahrain zwischen 1868 und 1869, Ali ibn Chalifa Al Chalifa. Er selbst absolvierte ein Studium an der University of Texas at Austin und erwarb erste politische Erfahrungen als Mitglied des Wahlkampfteams von US-Präsident Jimmy Carter bei der Präsidentschaftswahl 1980.
Nach seiner Rückkehr nach Bahrain trat er in den Diplomatischen Dienst und wurde schließlich 2002 zum Botschafter in Großbritannien berufen. In dieser Funktion war er zugleich zwischen 2002 und 2005 als Botschafter in den Niederlanden, Irland und Norwegen akkreditiert. Daneben war er von 2003 bis 2005 Botschafter in Schweden.
Im Rahmen einer Kabinettsumbildung wurde er am 26. September 2005 von König Hamad ibn Isa Al Chalifa zum Außenminister in das Kabinett von Premierminister Chalifa ibn Salman Al Chalifa berufen. Er löste den seit 1971 amtierenden Außenminister Muhammad bin Mubarak bin Hamad Al Chalifa ab und ist somit erst der zweite Außenminister des Landes seit der Unabhängigkeit am 14. August 1971.